# Хари Потър 20-годишнината - Завръщане в Хогуортс
Хари Потър 20-годишнината - Завръщане в Хогуортс (на английски: Harry Potter 20th Anniversary: Return to Hogwarts) е специален телевизионен документален филм, излъчен на 1 януари 2022 г. на стрийминг платформата HBO Max, с който се отбелязва 20-годишнината от излизането на първия филм от поредицата Хари Потър и Философският камък (2001). Филмът е продуциран от Уорнър Брос Ънскриптед Телевижън съвместно с Уорнър Хоризон, като изпълнителен процент е Кейси Патерсън.

## Участват
- Даниъл Радклиф
- Рупърт Гринт
- Ема Уотсън
- Хелена Бонам Картър
- Роби Колтрейн
- Алфред Енох
- Том Фелтън
- Ралф Файнс
- Иън Харт
- Джейсън Айзъкс
- Тоби Джонс
- Матю Люис
- Евана Линч
- Гари Олдман
- Джеймс Фелпс
- Оливър Фелпс
- Марк Уилямс
- Бони Райт
- Дейвид Хейман
- Крис Кълъмбъс
- Алфонсо Куарон
- Майк Нюъл
- Дейвид Йейтс
- Дж. К. Роулинг (чрез архивен материал)
- Стивън Фрай (разказвач)

Излъчени са клипове в знак на почит към членовете от актьорския състав, които са починали - Хелън Маккрори, Алън Рикман, Джон Хърт,  Ричард Грифитс и Ричард Харис.

## Продукция

### Развитие
През ноември 2021 г. Уорнър Брос обявява Хари Потър 20-годишнината - Завръщане в Хогуортс, специална ретроспекция, включваща актьорския състав и създателите на филма от поредицата „Хари Потър“, за да се отбележи 20-ата годишнина от излизането на първата част от поредицата, Хари Потър и Философският камък (2001). Филмът е продуциран от Уорнър Брос Ънскриптед Телевижън съвместно с Уорнър Хоризон, като изпълнителен процент е Кейси Патерсън.

### Изключване на Дж. К. Роулинг
Дж. К. Роулинг, авторката на оригиналната поредица от книги за Хари Потър, която изиграва главна роля в производството на филмите, на практика отсъства в специалната програма. Тя се появява за по-малко от тридесет секунди чрез архивни кадри и е спомената от някои от интервюираните в специалното издание, но не се появяват нейни кадри в никакви реклами за специалното издание. Критиците спекулират, че това се дължи на възгледите ѝ за транссексуалните въпроси и, според Ед Пауър от Дейли Телеграф, произтичащото от това „публично порицание на звездите от сериала“. Entertainment Weekly обаче съобщава, че Роулинг е била поканена, но сметнала, че кадрите са достатъчни, а „източници, близки до ситуацията“ отричат, че решението на авторката е свързано с противоречията около нейните коментари за транссексуални хора.

### Заснемане
Специалният филм е заснет в Уорнър Брос Студио Тур Лондон – Създаването на Хари Потър в Лийвсдън Хартфордшър, Англия.

### Корекции
В първоначалната версия кадрите от детството на Ема Робъртс, взети от Google Images, са погрешно представени като на младата Уотсън, а Оливър и Джеймс Фелпс са погрешно обозначени като другия. На 3 януари тези грешки са коригирани в нова версия.

## Излъчване
Премиерата на Завръщане в Хогуортс е на 1 януари 2022 г. на стрийминг платформата HBO Max. Специалното издание ще се излъчи и по TBS и Картун Нетуърк по-късно през 2022  г., преди премиерата на Фантастични животни: Тайните на Дъмбълдор.

## Отзиви
На уебсайта на Rotten Tomatoes филмът получава 93% рейтинг на одобрение със среден рейтинг 7,5/10, базиран на 27 рецензии. Критичният консенсус на сайта гласи: „Нежно и разкриващо, Завръщане в Хогуортс предлага интимен поглед върху това как създаването на франчайза за Хари Потър предостави свой собствен вид специална магия за участващите“. Metacritic му дава оценка 65 от 100 въз основа на 11 критици, което показва „като цяло добри отзиви“.